# Santiago Oxtotitlán
Santiago Oxtotitlán är en ort i Mexiko.   Den ligger i kommunen Villa Guerrero och delstaten Mexiko, i den sydöstra delen av landet, 80 km sydväst om huvudstaden Mexico City. Santiago Oxtotitlán ligger 2 193 meter över havet och antalet invånare är 3 853.
Terrängen runt Santiago Oxtotitlán är lite bergig. Runt Santiago Oxtotitlán är det ganska tätbefolkat, med 207 invånare per kvadratkilometer. Närmaste större samhälle är Tenancingo de Degollado, 8,2 km öster om Santiago Oxtotitlán. Omgivningarna runt Santiago Oxtotitlán är en mosaik av jordbruksmark och naturlig växtlighet.